# Американский лунь
Американский лунь, или американский полевой лунь (лат. Circus hudsonius), — вид птиц рода луней, эндемик Северной и Центральной Америки.

## Внешний вид
Лунь средних размеров и изящного телосложения с длинными ногами и хвостом. Длина тела 40—60 см, размах крыльев от кончика до кончика 97—122 см, длина хвоста 22—25 см. Ноги на 10 % длиннее, чем у европейского полевого луня и серого луня.
Лицевая часть головы напоминает совиную. Ушные отверстия большие, но обычно скрыты под перьями. Крылья узкие, с закруглёнными кончиками. У самцов голубовато-серые голова и верхняя часть тела, белая нижняя часть тела, концы крыльев чёрные. На хвосте широкая тёмно-коричневая поперечная полоса шириной в 5—7 узких перьев. У самок голова и верхняя часть тела тёмно-бурые, нижняя часть тела светло-коричневая с более тёмными вертикальными штрихами. Хвост темнее посередине, светлее у краёв, на хвосте от 5 до 7 широких бурых поперечных полос. У обоих полов чёрный клюв, хорошо заметное белое пятно в районе гузки, белые верхние кроющие перья хвоста, ноги светло-оранжевые или жёлтые. Окраска самок в целом отдалённо напоминает болотную сову, но их легко отличить по наличию белого пятна на гузке, бо́льшим размерам (в том числе более длинным ногам) и отсутствию белой окраски лицевого диска.
В полёте совершает медленные, гибкие взмахи крыльями. При наборе высоты крылья расположены буквой V, при снижающемся планировании — более плоской V или развёрнуты в одну линию.

## Образ жизни
Стайная птица, на зимовках иногда собирается в стаи численностью в сотни особей. Гнездится и добывает пищу на заболоченных прибрежных равнинах, в лугах, заброшенных полях, обычно не удаляясь далеко от берегов водоёмов (однако, согласно Международному союзу охраны природы, верхняя граница ареала достигает 3000 м над уровнем моря). Охотится на мелких грызунов (в первую очередь луговых полёвок), кроликов, мелких птиц, земноводных и пресмыкающихся, насекомых, рацион может включать падаль. Обычное время охоты — раннее утро или конец дня и ранний вечер. Во время охоты медленно скользит над землёй на небольшой высоте, внимательно высматривая добычу. Заметив жертву, на мгновение зависает, затем падает на неё вертикально вниз, хватает когтями и убивает быстрыми ударами клюва.
Брачный сезон в Северной Америке с марта по июль. Процесс ухаживания оформлен в сложный зрелищный ритуал, известный как англ. skydancing. В ходе этого ритуала самец выполняет сложные акробатические элементы в полёте — кувыркается, «ныряет», описывает круги, — часто сопровождая их пронзительными криками. После того как пара создана, самка строит гнездо из травы, водорослей и прочего растительного материала, который ей приносит самец. Гнездо обычно располагается в мелкой лунке на земле в окружении кустов и травы (реже — посреди мелкого водоёма на возвышении из палок) и представляет собой толстую подстилку из травы, обложенную сухими стеблями, ветками и сучками. Самка откладывает от 2 до 9 (чаще всего от 3 до 6) голубовато-белых яиц, по яйцу в два дня. Оба родителя насиживают яйца, из которых через 30—32 дня появляются птенцы. После этого самец снабжает пищей самку и птенцов, пока те через 30—35 дней не покидают гнездо.
Естественные враги — обыкновенная лисица, полосатый скунс, енот-полоскун, американская норка одичавшие кошки, некоторые врановые.

## Распространение и охранный статус
Гнездовой ареал включает Канаду и США (от Аляски и Ньюфаундленда на севере до юго-восточной Виргинии, северного Техаса и центральной Калифорнии на юге), а также ряд стран Центральной Америки (Мексика, Коста-Рика, Гондурас, Никарагуа, Гватемала). Постоянно наблюдается в других странах Центральной Америки и Карибского бассейна, на юге ареала достигая Колумбии и Венесуэлы, однако птенцов в них не выводит. Часть северных популяций откочёвывает на зиму в Центральную и Южную Америку и Вест-Индию.
За 40 лет наблюдений, предшествующих 2016 году, общая численность вида серьёзно не снижалась. Международный союз охраны природы включает вид в число вызывающих наименьшие опасения.

## Систематика
Североамериканская хищная птица, известная среди коренных американцев как Annoch-kee-naepeek-quaeshew («охотник на змей»), была в 1750 году описана Дж. Эдвардсом как «кольцехвостый ястреб» (англ. Ring-tailed Hawk). В 1766 году включена в первую классификационную систему птиц Линнея как вид Falco cyaneus. Место вида в классификации несколько раз менялось, прежде чем в 1831 году он был включён в незадолго до этого выделенный род Circus как C. hudsonius.
Несколько позже, в 1880-е годы, Британский союз орнитологов признал в качестве отдельного вида полевого луня (Circus cyaneus). В 1931 году американский лунь был включён в состав этого вида как подвид C. cyaneus hudsonius (европейский полевой лунь, соответственно, рассматривался как номинативный подвид C. cyaneus cyaneus). В середине 2010-х годов, однако, анализ отличий в оперении, морфологии и генетике показал, что различия между европейской и американской расами достаточно велики, чтобы рассматривать их как отдельные виды (фактически, было продемонстрировано, что американский лунь ближе к серому, чем к полевому луню). Таким образом, Британский союз орнитологов снова выделил американского луня в отдельный вид C. hudsonius — решение, которое Американское орнитологическое общество вначале не поддержало, но в 2017 году и эта организация внесла изменения в таксономию луней.